# Víznar
Víznar /ˈbiθnaɾ/ è un comune spagnolo di 780 abitanti situato nella comunità autonoma dell'Andalusia.

## Geografia fisica

### Territorio
Il comune è attraversato dai fiumi Darro e Beiro, entrambi tributari del Genil.